# ジョアン・グラナーテ
ジョアン・グラナーテ（Joao Granate、1997年2月21日 - ）は、ラグビー・ヨーロッパ・スーパーカップ、ルシタノスXVに所属するラグビーユニオン選手。

## プロフィール
- ポルトガル出身。
- ポジションはフランカー(FL)、ナンバーエイト(No8)。
- 身長 185cm、体重 97kg[1]
- U20ポルトガル代表に選ばれたことがある。
- ポルトガル代表キャップは40（2024年12月現在）でラグビーワールドカップ2023のポルトガル代表に選ばれた[2]。
- 7人制ポルトガル代表に選ばれたことがある[3]。

## 略歴
ディレイトを経て、2021年、ルシタノスXVに加入。同年、リポビタンDツアー2021日本戦にてトライを挙げた。